# Tuomo Uusitalo
Tuomo Uusitalo (* 1986 in Tampere) ist ein finnischer Jazzmusiker (Piano, Komposition) des Modern Jazz.

## Leben und Wirken
Tuomo Uusitalo begann im Alter von sechs Jahren mit dem Klavierspielen. Als Teenager spielte er verschiedene Arten von Musik von Klassik bis Pop / Rock und wurde bald von Jazz und den Möglichkeiten spontaner Improvisation fasziniert. Während seines Musikstudiums an der Universität für Musik und darstellende Kunst Graz hatte er Gelegenheit, mit Jazzmusikern wie Bob Brookmeyer, Billy Hart, Curtis Fuller, Jim Rotondi und Jimmy Cobb zu arbeiten. Seit 2007 spielte und tourte er in ganz Europa als Solopianist und mit verschiedenen Ensembles vom Klaviertrio bis zu Bigbands.
Nach seinem Abschluss mit Auszeichnung an der Universität Graz im Jahr 2012 zog er nach New York City, wo er seitdem lebt. Er tritt regelmäßig in Clubs und Spielstätten der Stadt auf, u. a. in Jazzclubs wie Smalls, Mezzrow, Fat Cat, Zinc Bar, Cornelia Street Cafe, Shapeshifter Lab, Cleopatras Needle, Garage, University of the Streets und im Arturo's. Während seiner Zeit in New York spielte er mit Jazzmusikern wie Curtis Lundy, Tyler Mitchell, David Schnitter, Jeff Hirshfield, Johnny O’Neal, Greg Bandy. Philip Harper, Ulysses Owens Jr., Dayna Stephens, Obed Calvaire, Rich Perry, Josh Evans, Brandon Lewis, Gerry Gibbs, Luques Curtis und Alexander Claffy.
Sein Debütalbum Trio wurde 2012 mit dem Downbeat Student Music Award als „bestes Kleineres Jazzensemble“ ausgezeichnet. Im selben Jahr gewann er auch den gleichen Preis für die „beste Latin-Gruppe“ mit der Marco Antonio Da Costa Group. 2013 wurde er mit dem renommierten Sir Roland Hanna Award der City University of New York ausgezeichnet.
2015 spielte er mit Tivon Pennicott (als Gastmusiker), Myles Sloniker (Bass) und Itay Morchi (Schlagzeug) sein Debütalbum Love Song ein; 2018 folgte in selber Besetzung, diesmal mit Chris Cheek als Gastmusiker, die Produktion Stories from Here and There (Fresh Sound New Talent). Im Bereich des Jazz war er zwischen 2015 und 2018 an vier Aufnahmesessions beteiligt.
2013 hatte er die Gelegenheit, seine Originalkompositionen auf dem Montreal Jazz Festival darzubieten, wo er Teil der Jazz Composers-Veranstaltungsreihe war. 2014 tourte er mit dem One and Only Tommy Dorsey Orchestra (Ghost Band) in den USA und Kanada.

## Diskographische Hinweise
- Northbound Featuring Seamus Blake (CAM Jazz. 2016), mit Myles Sloniker, Olavi Louhivuori